# 抚东街道
抚东街道，是中华人民共和国辽宁省抚顺市东洲区下辖的一个乡镇级行政单位。

## 行政区划
抚东街道下辖以下地区：
抚东一社区和抚东二社区。